# Satine Phoenix
Satine Phoenix (Olongapo, Zambales, Filipini, 22. svibnja 1980.) je filipinsko-američka pornografska glumica, fetiš model, slikarica, ilustratorica i gamerica iz San Francisca, Kalifornije. Svoju karijeru kao pornografska glumica započela je 2006. godine.

## Raniji život
Satine Phoenix je rođena 22. svibnja 1980. godine u Olongapou, Zambalesu, na Filipinima. Njen otac je podrijetlom bio sa Sicilije, a majka s Filipina. Odrastala je s obitelji i mlađom sestrom u Sacramentu, Kaliforniji.

## Vanjske poveznice
- Službena stranica
- Satine Phoenix na Internet Movie Databaseu
- Satine Phoenix na Internet Adult Film Databaseu